# 溫病學
溫病學，現代中醫的一個學門，主要以研究溫病的發生、發展模式及其診治和預防方法為主。最早提出溫病學的中醫學者，形成溫病學派。但是傳統的傷寒學派，則主要以黃帝內經與傷寒論的觀點來解釋溫病，形成溫病學的兩大研究取向。
自清代俞根初、民国张锡纯开始就有把寒温两派作统一解释的医家，现代更甚。“冯世纶认为寒温之争的主要原因为误读传统，认为一切理论皆来源于《黄帝内经》，用医经的伤寒、温病概念，附会经方（此处指傷寒論）的伤寒、温病概念，从而造成思维理念紊乱，不但导致了对《伤寒论》的理解困难，还引起了寒温之争。”

## 外部連結
- 溫病 中藥方劑圖像數據庫 (香港浸會大學中醫藥學院) （中文）（英文）

1. ↑  李, 慧. . 临床医学进展 [Advances in Clinical Medicine]. 2023, 13 (11): 17380–17386. doi:10.12677/acm.2023.13112434 .